# Kepler-38 (AB)b
Kepler-38 (AB)b è un pianeta extrasolare circumbinario che orbita attorno a Kepler-38, una stella binaria situata nella costellazione della Lira di magnitudine 14,3. Il pianeta è stato scoperto nell'agosto 2012 con il metodo del transito, grazie ad osservazioni effettuate con il telescopio spaziale Kepler.
Il pianeta orbita attorno a una coppia di stelle di sequenza principale aventi una massa rispettivamente 0,95 e 0,25 volte quella del Sole. Il raggio della primaria è 1,7 volte quello solare, e questo fa pensare che nonostante fonda ancora idrogeno nel suo nucleo sia una stella piuttosto evoluta. Orosz e Welsh, facendo una media di diversi metodi di stima, adottano un'età di 10 ± 3 miliardi di anni. La distanza tra le due componenti è di circa 0,15 UA e si eclissano a vicenda in un periodo di 18,8 giorni, pari al loro periodo orbitale.

## Caratteristiche
Il pianeta ha una massa massima 0,38 volte quella di Giove e orbita attorno al centro di massa del sistema in poco più di 105 giorni, ad una distanza di 0,46 UA. Si tratta probabilmente di un gigante gassoso, nonostante la massa non sia conosciuta con certezza il raggio è 4,35 volte quello della Terra, quindi le dimensioni sono paragonabili a quelle di Nettuno. Considerando la luminosità in particolar modo della stella principale, il pianeta si trova fuori dalla zona abitabile; troppo vicino alla coppia di stelle, la temperatura superficiale dovrebbe essere almeno di 550 K (277 °C).